# Kazerne

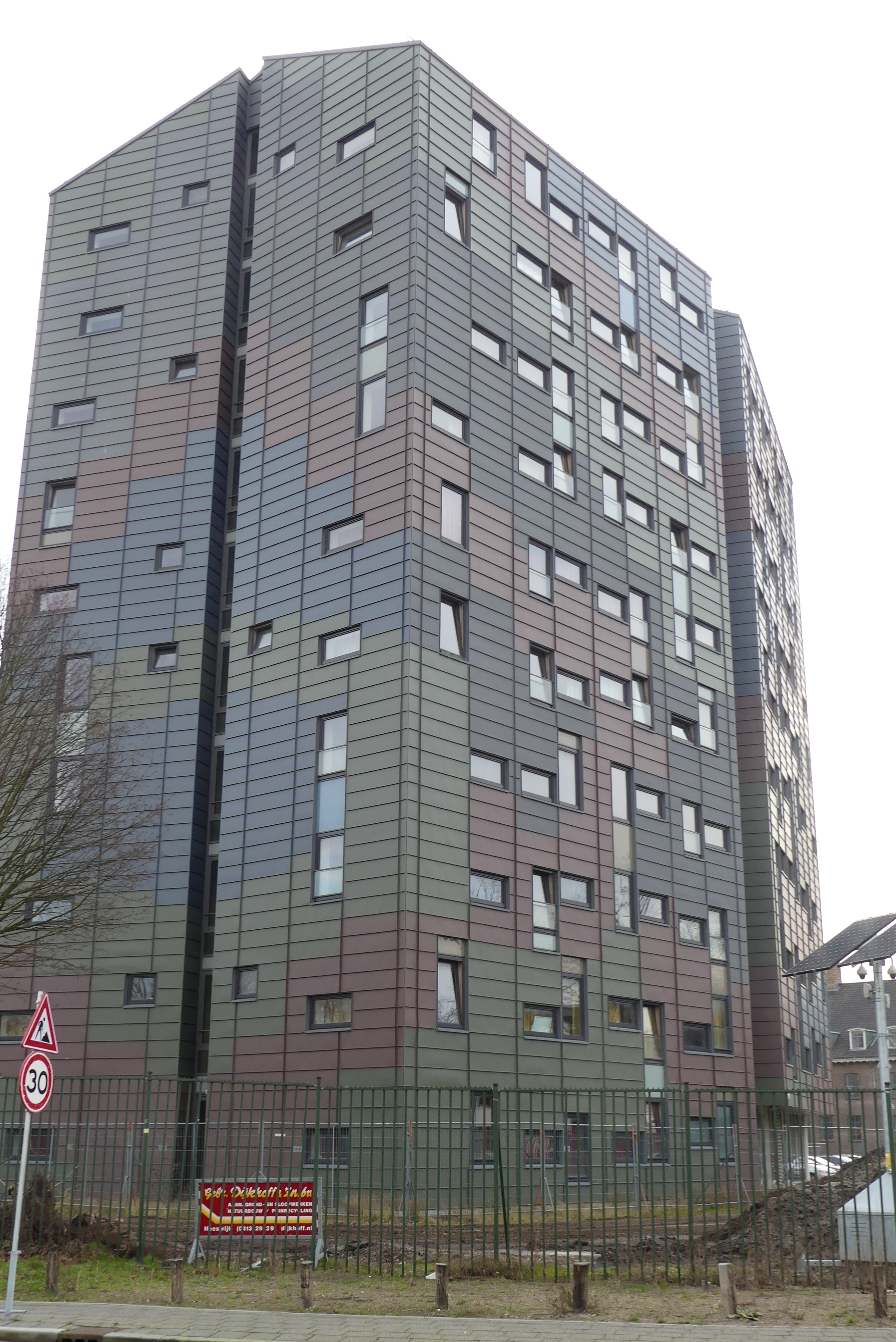
Woongebouw in de actieve Trip van Zoudtlandtkazerne in Breda

Een kazerne is een permanent defensiegebouw of complex van gebouwen voor huisvesting van militairen, hun uitrusting en hun materieel. 
Het begrip wordt ook gebruikt voor (civiele) verblijfsgebouwen met een strakke organisatie, zoals de brandweer (brandweerkazerne) of politie. Arbeidersgezinnen werden in de hoogtij van de industriële revolutie vaak ondergebracht in gestapelde woongelegenheden die huurkazernes werden genoemd.

## Geschiedenis
Kazernes zijn een redelijk modern verschijnsel. In de 16e en 17e eeuw werden militairen gelegerd in leegstaande grote gebouwen, zoals kloosters en kerken, of in tenten- of barakkenkampen. In 1685 bepaalde koning Lodewijk XIV van Frankrijk dat zijn troepen in speciaal gebouwde kazernes moesten worden gehuisvest. De vestingbouwmeester Sébastien Le Prestre de Vauban (1633-1707), ontwikkelde een lineaire kazerne, waarbij alle functies in een gebouw werden ondergebracht. Het uitgangspunt was dan ook massalegering: op een kleine oppervlakte zo veel mogelijk soldaten onderdak te geven. Dat was ook noodzakelijk omdat de kazernes vaak binnen de vestingmuren moesten worden gebouwd. Zo kon de stad direct beschermd worden en konden het leger en de soldaten gebruikmaken van de bestaande voorzieningen en infrastructuur. Het ontwerp van Vauban bleef twee eeuwen lang nagenoeg ongewijzigd.
Aan het eind van de 19e eeuw ging men steeds meer de voordelen zien van decentralisatie en kleinschaligheid. Er ontstond ook meer ruimte doordat vestingmuren werden gesloopt en versterkte steden niet langer het ijkpunt waren. Het onderbrengen van verschillende functies in afzonderlijke paviljoens werd hygiënischer en doelmatiger. Om de centrale appelplaats kwamen de overige gebouwen zoals de wacht- en legeringsgebouwen, kantines en wapenkamers. Door stadsuitbreiding in de 20e eeuw kwamen deze kazernes vaak toch weer in de bebouwde kom van de steden te liggen.

## Militaire kazernes in Nederland

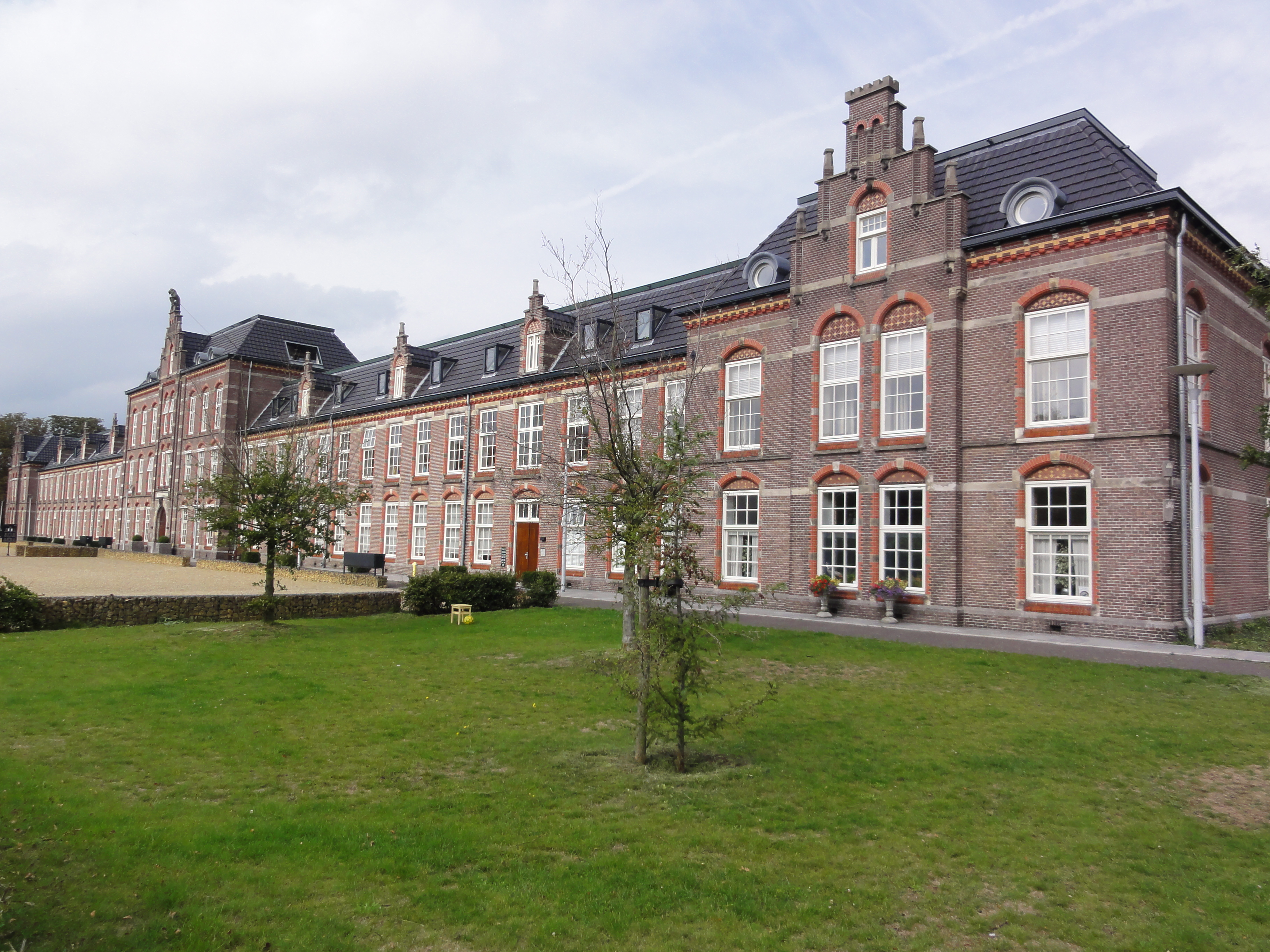
De voormalige Snijderskazerne in Nijmegen

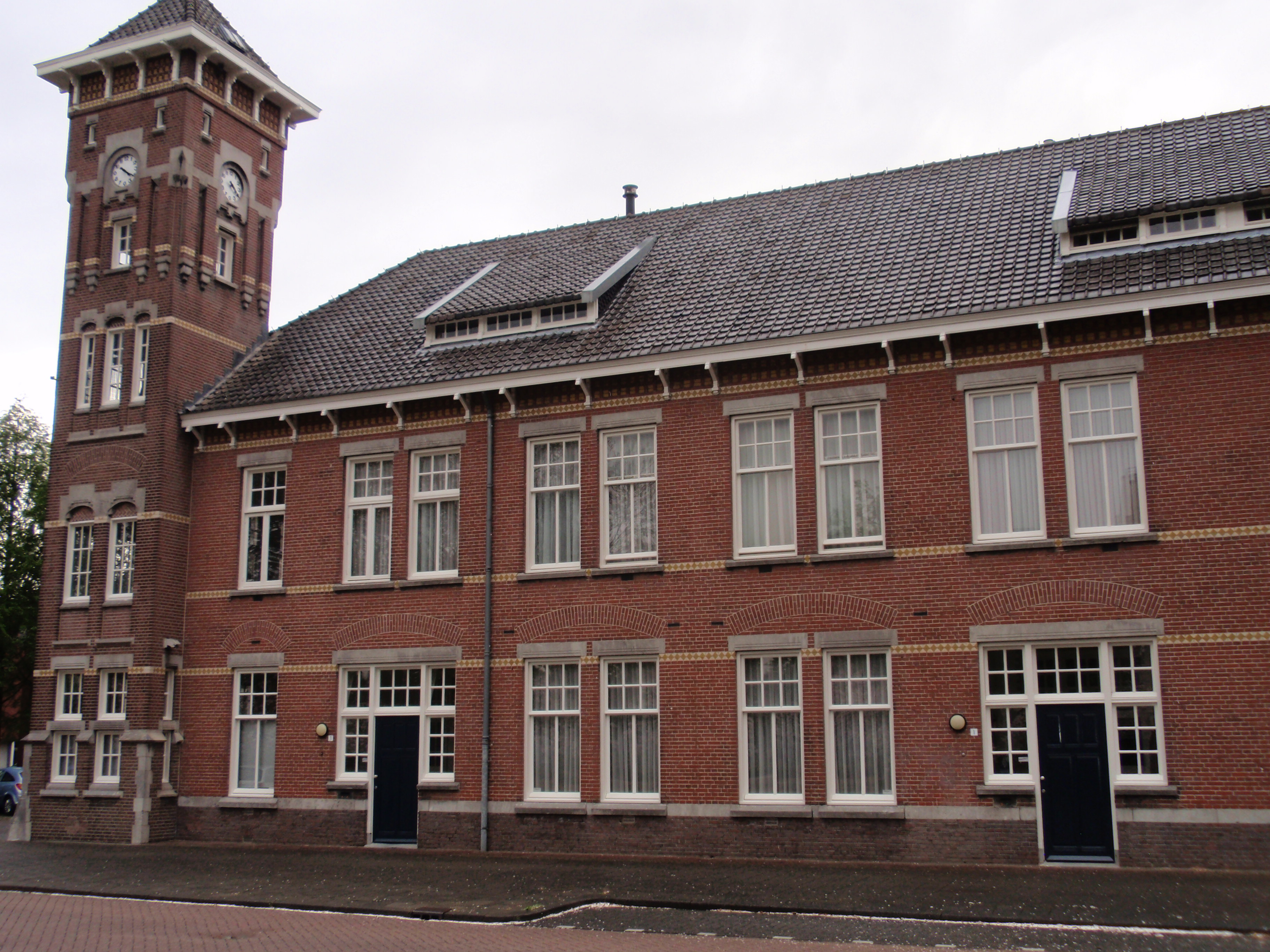
De voormalige Kromhoutkazerne in Tilburg

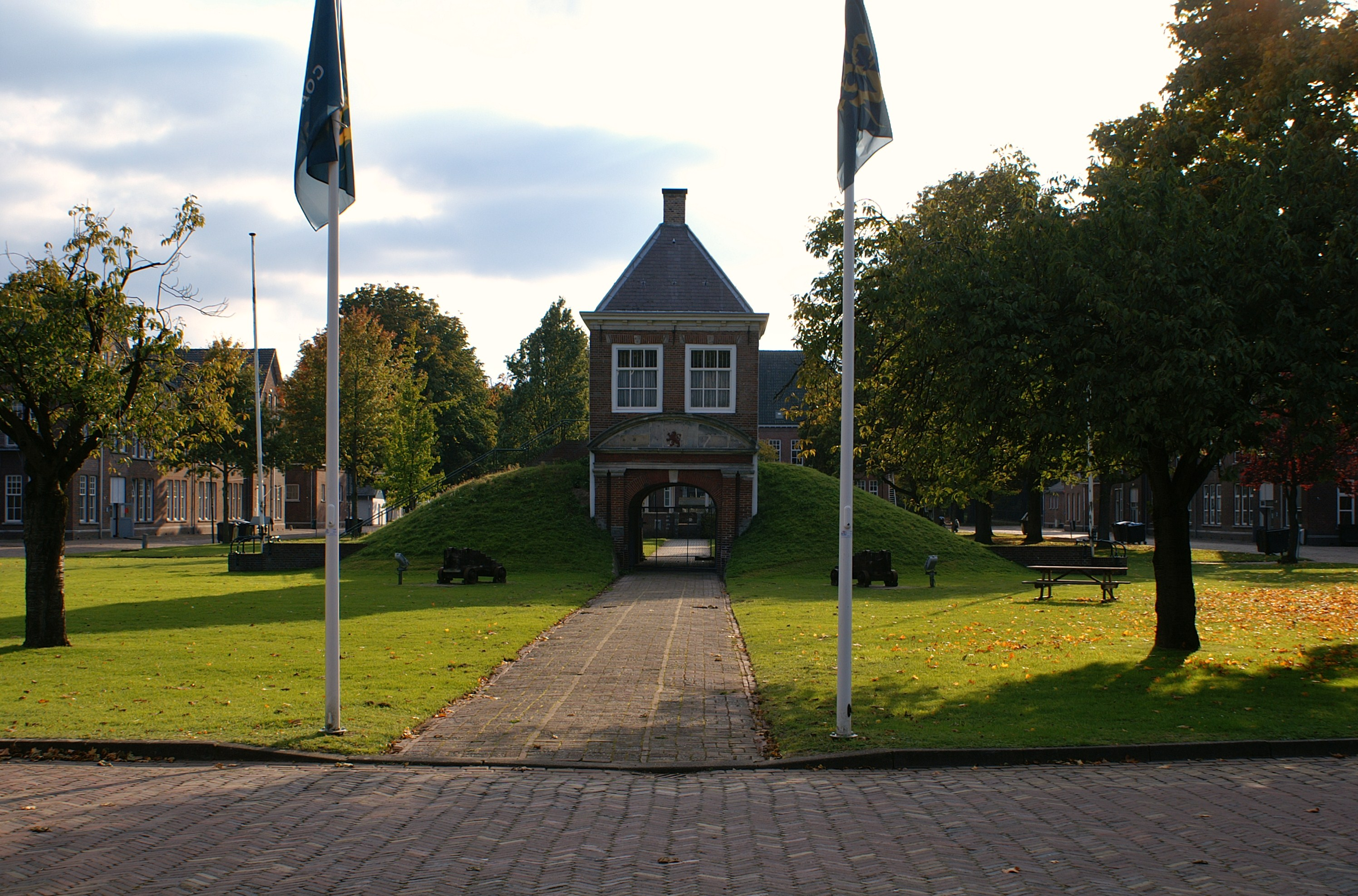
De voormalige Isabellakazerne in Vught

In Nederland is van echte kazernebouw pas sprake sinds de 18e eeuw. Paviljoenbouw werd het eerst toegepast in 1909-1910 met de bouw van de Prins Hendrikkazerne in Nijmegen en de Kromhoutkazerne in Utrecht. Een hoge mate van standaardisatie vond plaats bij de bouw van de zogenaamde Boostkazernes in de jaren 1938-1939. Volgens een vaste opzet en bouwstijl werden 24 kazernes gebouwd.
Na de Tweede Wereldoorlog verslechterde de relatie snel tussen de Sovjet-Unie enerzijds en West-Europa en de Verenigde Staten anderzijds. In 1948 werd West-Berlijn geblokkeerd en in antwoord hierop werd in 1949 de Noord-Atlantische Verdragsorganisatie (NAVO) opgericht. De NAVO ging toen uit van een snelle en onverwachte Sovjetaanval. West-Europese landen zouden geen tijd hebben om de legers te mobiliseren. De militaire leiding gaf de voorkeur aan een grote parate troepenmacht om dit gevaar te pareren.
Deze uitbreiding van de Koninklijke Landmacht leidde tot een grote behoefte aan legeringsmogelijkheden. Op 15 juni 1951 kreeg het Centraal Bouw Bureau van de Genie opdracht om voor 24.000 militairen kazernes te bouwen. Al eind 1950, was de bouw van legerplaats De Wittenberg in Garderen gestart. Vervolgens werden tussen augustus 1951 en 1953 vier grote, gelijksoortige kazernecomplexen voor elk 3.000 man gebouwd waarvan drie op de Veluwe (Ermelo, Nunspeet en Oldebroek) en één in Drenthe, bij Steenwijkerwold. Iets later werd een vijfde kazerne, de Koningin Wilhelminakazerne, bij Ossendrecht in Noord-Brabant opgeleverd. De architectuur van de gebouwen was eenvoudig, zakelijk en functioneel volgens de uitgangspunten van het nieuwe bouwen.
Al deze nieuwe legerplaatsen lagen bewust in dunbevolkte buitengebieden. Het leger kreeg steeds groter en zwaarder materieel, denk hierbij aan pantserwagens, tanks en zware voertuigen, dat zorgde voor steeds meer overlast in de steden. De behoefde aan steeds grotere kazerne- en oefenterreinen nam toe, om voertuigen te parkeren en een mobiele oorlog te oefenen. De nieuwe kazernes moesten dus vrij liggen, om omwondenden minder te hinderen, maar ook zo dicht als mogelijk bij de oefenterreinen. Uit strategische overwegingen moest ook grondwater aanwezig zijn dat zonder bijzondere installaties voor drinkwater geschikt zou zijn.
Anno 2013 zijn er in Nederland 47 functionele kazernes. Deze kazernes zijn voornamelijk geconcentreerd op de zandgronden van de Veluwe. Andere kazernes bevinden zich voornamelijk op de zandgronden van Noord-Brabant. Ten slotte heeft Den Haag een concentratie van soldatenhuizen. De sluitingen hebben vooral plaatsgevonden in Duitsland, Noord-Brabant en aan de rand van de Veluwe. De huidige concentratie van kazernes op de Veluwe is niet zo vreemd omdat hier ook de meeste militaire oefenterreinen zich bevinden. Als men naar de spreidingskaart van kazernes kijkt, valt het op dat ze zich altijd in de buurt van een oefenterrein bevinden. Die bevinden zich op de heide en zandgrond waar een beetje reliëf is.

### Bestaande kazernes (2018)
- Lauwersmeer
- Assen
- Havelte
- Oldebroek
- 't Harde
- Wezep
- Harskamp
- Ermelo
- Ermelo
- Nieuw-Milligen
- Apeldoorn (2×)
- Eibergen
- Arnhem
- Ede (2×)
- Harderwijk
- Stroe
- Garderen
- Soesterberg
- Zeist (2×)
- Amersfoort
- Hilversum
- Utrecht
- Doorn
- Culemborg
- De Peel
- Den Hoorn
- Den Helder
- Oirschot
- Vught (2×)
- Breda (2×)
- Roosendaal
- Vlissingen
- Rotterdam
- Den Haag (4×)
- Amsterdam

### Gesloten kazernes (2018)
- Appingedam (2×)
- Zuidlaren
- Leeuwarden
- Steenwijk
- Kampen
- Wezep
- Nunspeet
- Harderwijk (2×)
- Schalkhaar
- Deventer
- Eefde
- De Lier
- Ede (5×)
- Nijmegen (3×)
- Grave
- 's-Hertogenbosch (3×)
- Vught
- Tilburg (2×)
- Eindhoven
- Veldhoven
- Roermond
- Venlo
- Maastricht
- Breda (3×)
- Ossendrecht
- Middelburg
- Bergen op Zoom (5×)
- Geertruidenberg
- Keizersveer
- Gorinchem (3×)
- Waardenburg
- Dordrecht
- Schoonhoven
- Gouda
- Leiden (2×)
- Haarlem (2×)
- Amsterdam (3×)
- Nieuwersluis
- Budel
- Laren
- Bussum
- Naarden
- Hohne (D)
- Langemannshof (D)
- Seedorf (D)
- Weert
- Den Haag (2×)

## Andere bestemmingen voor kazernes
Door moderniseringen en afslankingen bij de Europese legers komen heel wat kazernes leeg te staan, waarvoor nieuwe bestemmingen moeten worden gezocht. Een voorbeeld hiervan is het Klein Kasteeltje in Brussel, dat nu asielzoekers herbergt. Of de Dossinkazerne in Mechelen van waaruit de transporten naar Duitsland vertrokken tijdens de Tweede Wereldoorlog. Deze werd omgevormd tot appartementencomplex en museum. In Nederland is de Oranje Nassaukazerne te Amsterdam omgebouwd tot appartementencomplex. Andere kazernes zijn afgebroken, zoals de Alexanderkazerne en de Frederikskazerne in Den Haag. De Boreelkazerne in Deventer is herontwikkeld tot winkelcentrum.